# 过氧化钾
过氧化钾是一种无机化合物，化学式为{\displaystyle K_{2}O_{2}}。
过氧化钾与水反应产生氢氧化钾和氧气：
{\displaystyle 2K_{2}O_{2}+2H_{2}O\rightarrow 4KOH+O_{2}}

## 制备
过氧化钾可以由钾与空气中氧气反应制得，同时还产生氧化钾和超氧化钾。
{\displaystyle \mathrm {2\ K+\ O_{2}\longrightarrow \ K_{2}O_{2}} }
它也可以由氧化钾和氧气接触而成。

## 性质
过氧化钾是一种黄白色固体，不会自己燃烧，但接触到可燃物就会剧烈反应。它遇水剧烈分解。
过氧化钾的标准摩尔生成焓 ΔHf0 为 −496 kJ/mol。